# 神奈川県立大船高等学校
神奈川県立大船高等学校（かながわけんりつ おおふな こうとうがっこう）は、神奈川県鎌倉市高野に所在する公立の高等学校。大高（おおこう）、大船高校（おおふなこうこう）という略称で呼ばれている。

## 設置学科
- 普通科

## 特徴
公立校としては珍しい弓道場があるほか、いくつかの特徴のある施設（能舞台のある視聴覚室・鎌倉文化教室・和風庭園（中庭）など）を備え、授業に活用されている。
また、神奈川県内で数少ない学校内でのケータイ類使用禁止の高校であるが、2023年度より学習目的での使用においてスマートフォンをのぞいてパソコンやChromebook等の使用が許可されている。
従来は学区の関係もあり藤沢市、鎌倉市から通う生徒が多ったが、近年は横浜方面から通う生徒の割合が増えてきている。在校生徒数は約1200人。スクールカラーは古代紫。
六国見山の中腹に位置するため、大船駅方面が一望でき、冬季には校舎から富士山を眺めることもできる。
2008、9、12年には演劇部が全国高等学校演劇大会に出場している。弓道部、剣道部などは全国高校総体に出場、関東大会にも数多く出場しており、強豪校として知られている。
本校の校歌「風に鳴る帆」は、佐藤眞による作曲であり、作詞は鎌倉市在住の歌人・尾崎左永子によるものである。本校の校歌の名称、歌詞は本校の校舎が学校名から船をイメージして造られたこと、校舎前面の白壁の時計台が船の白色の帆、白帆に見立てられたことに由来している。それにより、「白帆」が本校の象徴の一つとなり、卒業生の同窓会、文化祭なども「白帆会」「白帆祭」と名付けられている。学校の位置する六国見山と共に大きなモチーフとなっている。

## 沿革
1983年4月 - 開校。
1987年（昭和62年）7月 - 地番が鎌倉市高野８番地1に変更。
1993年（平成5年）6月 - 創立10周年記念式典挙行。
2003年（平成15年）10月 - 創立20周年記念式典挙行。
2012年（平成24年）10月 - 創立30周年記念式典挙行。
2023年（令和5年）10月 - 創立40周年記念式典挙行。

## 部活動
運動部、文化部共に活動が盛んであり、本校の特徴にも記されている通り、演劇部、弓道部、剣道部などを中心に様々な部活動で神奈川県大会の優勝や上位入賞の上、全国大会、関東大会に出場している。演劇部は全国大会優秀賞（文化庁長官賞）、関東大会最優秀賞（文部科学大臣賞）、新聞部（委員会）は全国コンクール最優秀賞、文芸部は全国高校文化祭入賞（高文連会長賞）、弓道部は全国、関東大会ベスト16、関東選抜上位入賞などの実績を残している。
運動部
弓道：全国高校総体出場（男子団体）、全国選抜大会出場（女子団体）、関東大会出場（男子団体、個人、女子団体、個人）、関東個人選抜第7位（女子個人）
剣道：全国高校総体出場（女子個人）、関東大会出場（男子団体、女子団体、個人）
空手：全国高校総体出場（男子個人）、関東大会出場（男子個人）
陸上競技：全国高校総体出場（女子個人）、南関東大会出場（女子個人）
ウエイトリフティング：全国高校総体出場、関東大会出場
サッカー、卓球、ダンス 、テニス、バスケットボール、バドミントン、バレーボール、野球、柔道同好会
文化部
演劇：全国大会優秀賞（文化庁長官賞）、関東大会最優秀賞（文部科学大臣賞）
新聞：全国コンクール最優秀賞、全国高校文化祭出場
軽音楽：高等学校軽音楽コンテスト奨励賞、全国高校軽音楽部大会 we are SNEAKER AGES 関東甲信越地区　グランプリ大会出場
吹奏楽：南関東吹奏楽コンクール銀賞
文芸：全国高等学校総合文化祭文芸部誌部門入賞（高文連会長賞）
囲碁将棋：全国将棋大会出場（男子個人）
合唱、華道、茶道、写真、食品栄養研究、科学研究、美術、イラスト、競技かるた、ボランティア同好会、手芸同好会

## 行事
生徒の親睦、向上を図るために一年を通じて様々な行事が行われている。
文化系行事では白帆祭（文化祭）は各学級、各文化部の展示、演目となり、全国大会で成果を残している部活動もあり、見応えのある内容となっている。
運動系行事では六国祭（体育祭）は全学年合同で4色のカラーで抽選、組分けし、各組で応援団、チアなども組織して本格的な対抗戦として練習、実施される。組対抗の棒倒しも迫力のある内容となっている。サッカー、バスケットボール、バレーボールの3種目を全学級対抗で行う球技大会も年二回実施されるなど、文化系、運動系の両面で活動が盛んである。
- 白帆祭（文化祭）
- 六国祭（体育祭）
- 能・狂言教室（隔年。1・2年合同）
- 普通救命講習会（全生徒受講）
- 鎌倉散策
- 球技大会（夏・春）

## 交通
- JR横須賀線北鎌倉駅 徒歩15分。
- JR東海道線・横須賀線・根岸線・湘南モノレール線 大船駅より
  - 徒歩25分[3]。
  - 江ノ電バス「高野台行」10分「大船高校」下車徒歩1分 - 平日朝や行事の際は「急行 大船高校行」も運転される。急行は途中のバス停を全て通過する。
  - 江ノ電バス「鎌倉湖畔循環」4分「常楽寺」下車徒歩10分
  - 江ノ電バス「鎌倉行」8分「小坂小学校前」下車徒歩10分

## 著名な出身者
- 関健一郎（元衆議院議員）
- 三上延[4]（作家）
- 花江夏樹  （声優）
- 井上和     (乃木坂46)
- くま井ゆう子  （シンガーソングライター  ）